# كيمليك
كيمليك (بالتركية: Gemlik)‏ هي مديرية، في تركيا، تقع في بورصة، بلغ عدد سكانها 111,488 نسمة وذلك حسب إحصائيات سنة 2018.

## مدن توأم
المدن التوأم:
- باهيا بلانكا
- فلورنسا
- لاودرهيل.